# 粂川部屋
粂川部屋（くめがわべや）は、かつて東京大角力協会や大日本相撲協会に所属した相撲部屋。

## 沿革
音羽山部屋の幕内山ノ羽平藏が二枚鑑札で襲名し部屋を興す。寛政12年（1800年）4月に隠居して浦風部屋から移籍していた矢車福五郎に譲った。その間武隈部屋など師匠が不在となった部屋の力士を預かった。矢車は後に名跡を雷に変更したため、部屋の名称も雷部屋へ変わった。その後を鍬形粂藏（のち7代雷に名跡変更）が継いだ。
天保14年（1843年）10月から雷部屋の元大関平石七太夫が襲名し部屋を興したが、関取は出ず安政2年（1855年）2月に死去した。
安政5年（1856年）1月場所途中から雷部屋の大関鏡岩濱之助が二枚鑑札で襲名。雷部屋から連れてきた寳川石五郎を幕内に育て、慶応2年（1866年）11月に死去。部屋は閉じられた。

### 友綱部屋へ移籍・再興
明治4年（1871年）11月から粂川部屋の元幕下初代鬼竜山が襲名して部屋を再興。田子ノ浦部屋や楯山部屋の力士を引き取って幕内力士4人を育てたが、明治31年（1898年）1月に死去。所属力士は友綱部屋へ移籍した。
明治34年（1901年）1月、粂川部屋から友綱部屋に移籍していた元幕内2代鬼竜山が粂川部屋を再興し、鏡岩善四郎を大関に育てた。
昭和6年（1931年）6月、友綱部屋出身の二所ノ関（元関脇初代海山）が亡くなると、師匠を亡くした大関玉錦三右エ門以下二所ノ関部屋の力士たちを昭和9年（1934年）まで粂川部屋で預かった。
粂川部屋在籍時代の玉錦は、昭和7年（1932年）5月場所に東大関で優勝、10月場所に第32代横綱に昇進（昭和に入って最初に誕生した横綱）、昭和8年（1933年）5月に東横綱で優勝している。そのため、玉錦が昭和10年（1935年）に二枚鑑札を許されて二所ノ関部屋を再興した後も同系統の部屋とみなされたことから、鏡岩は二所ノ関部屋の玉錦、玉ノ海梅吉との対戦はなかった（合流前には、鏡岩は二所ノ関部屋の力士と対戦していた）。
昭和12年（1937年）12月に親方が亡くなると、大関になっていた鏡岩が二枚鑑札で部屋を継いだ。鏡岩は昭和14年（1939年）5月限りで現役を引退、年寄専任となった。この頃には、粂川部屋と二所ノ関部屋の対戦は組まれるようになっていた（当時の取組は系統別総当たり制）。
1941年1月場所で粂川部屋から初土俵を踏んだ鏡里によると、粂川部屋は鬼竜山雷八 (2代)、鏡岩善四郎と師匠が南部地方出身だったため、鏡里入門当時の弟子仲間も五戸錦、恐山、鬼龍川、岩手山、鏡富士、十和田錦、天地風、八ツ鏡、粂ノ盛、柳澤、鏡里と南部出身者が多く、南部部屋と呼ばれていたという。

### 双葉山相撲道場へ合流
鏡岩は同時に大関に昇進した双葉山と仲が良かったため、昭和16年（1941年）12月に双葉山が現役で双葉山相撲道場を興したときに、粂川部屋を閉鎖し、十両布引國太郎をはじめ所属力士全員を譲って、自分は部屋付きの親方となった。鏡岩と双葉山は関取になる前から兄弟のような付き合いをして互いに信頼し、双葉山から「兄貴」と呼ばれていた。このとき双葉山道場に合流した下位力士の中に、後の第42代横綱鏡里喜代治、関脇不動岩三男がいた。